# Jean-Claude Cherrier
Pour les articles homonymes, voir Cherrier.
Jean-Claude Cherrier, né le 5 février 1752 à Neufchâteau et mort le 7 mai 1823 dans la même ville, est un homme politique français.

## Biographie
Cherrier est lieutenant-général du bailliage de Mirecourt lorsqu'il est élu député aux États généraux de 1789 par les électeurs de ce bailliage. Il fait peu parler de lui au cours de son mandat, se rallie aux révolutionnaires et se contente de voter avec la majorité.
Il retourne à la vie privée en 1791, et devient président du tribunal de Neufchâteau. 
Le 4 novembre 1792, il est élu député suppléant des Vosges à la Convention nationale, avec 198 voix sur 394 votants.
Le 18 octobre 1793, Cherrier est admis à siéger à Paris en remplacement de Joseph Hugo, démissionnaire pour cause de maladie. Il siège parmi les modérés et fait preuve de discrétion, du fait de ses opinions monarchistes.
En brumaire an III (octobre-novembre 1794), il est envoyé en mission dans les départements berrichons du Cher et de l'Indre. Depuis Bourges, il écrit une lettre à la Convention se félicitant de la sagesse des autorités révolutionnaires de la province.
Le 14 octobre 1795, Cherrier est réélu au Conseil des Cinq-Cents par les Vosges. Il garde son mandat pendant toute la durée du Directoire, siégeant avec la droite royaliste tout en évitant de trop se compromettre.
Après le coup d'État du 18 brumaire, Cherrier se rallie à Bonaparte, ce qui lui permet de passer au Corps législatif. Il garde son mandat de député jusqu'à la chute de Napoléon en 1814, après avoir été réélu en 1808. En parallèle, il avait été nommé le 26 août 1803 sous-préfet de Neufchâteau.
En 1814, Cherrier soutient la déchéance de l'empereur et se rallie à la Première Restauration. À l'été 1815, après les Cent-Jours et le retour sur le trône de Louis XVIII, il redevient député des Vosges comme candidat ultra-royaliste. Il siège pendant un an à la Chambre introuvable, avant que celle-ci ne soit dissoute par le roi. Il n'est pas réélu aux élections de 1816, ce qui met un terme à sa carrière politique.
En 1820, Cherrier prend sa retraite de sous-préfet. Il meurt trois ans plus tard dans sa soixante-douzième année.